# Gilles Ouellet
Pour les articles homonymes, voir Ouellet.
Joseph-Adélard-Gilles-Roger Ouellet (14 août 1922 - 13 août 2009 à l'âge de 87 ans) est un prêtre catholique québécois qui fut évêque de Rimouski de 1973 à 1992. 

## Biographie
Originaire de Bromptonville (Québec), il est le fils d'un notaire, Adélard Ouellet, et de son épouse, née Armande Biron. Il a fait ses études primaires à l’Académie du Sacré-Cœur de Bromptonville (1927-1934) et ses études classiques au Séminaire Saint-Charles de Sherbrooke (1934-1941). Il est admis à la maison de probation des Missions étrangères de la province de Québec à Québec le 25 août 1941. Après une année préparatoire, il entreprend sa formation théologique au Séminaire des Missions étrangères de Pont-Viau (1942-1947) où il prononce le serment perpétuel d’affiliation à la Société des missions étrangères de la province de Québec le 9 mai 1945. Il est ordonné prêtre en l'année 1946 en tant que membre de la Société des missions étrangères de la province de Québec par Mgr Joseph-Henri Prud'homme, ancien évêque de Prince-Albert. Il étudie ensuite à la Grégorienne de Rome où il obtient en 1950 un doctorat en droit canonique. Il passe ensuite sept ans aux Philippines.
Gilles Ouellet est nommé évêque par Paul VI et consacré à l'épiscopat par Mgr Emanuele Clarizio. Ses coconsécrateurs sont Mgr Louis Lévesque et Mgr Jean-Marie Fortier. Il est évêque de Gaspé de 1968 à 1973, puis évêque de Rimouski. En 1992, Mgr Bertrand Blanchet lui succède en tant qu'évêque de Rimouski.
Doris Dumais, réalisatrice à la Société Radio-Canada, a réalisé une série de 19 émissions radio (diffusées à CJBR, Rimouski, du 8 janvier au 30 avril 1994) qui, sous forme d'entretiens avec l'auteur Jean-Marc Cormier, constituent une biographie de Mgr Ouellet. La maison d'édition ÉDITEQ a pour sa part publié ces entretiens en 1994  (ISBN 2-920307-36-3)[source insuffisante].